# محمدحسین جلالی
محمدحسین جلالی فرمانده نظامی ایرانی است، که هم‌اکنون به عنوان رئیس هیئت امنای بنیاد تعاون ستاد کل نیروهای مسلح فعالیت می‌کند. وی در دولت چهارم از ۱۳۶۴ تا ۱۳۶۸ وزیر دفاع و پشتیبانی نیروهای مسلح بود.
جلالی در خلال جنگ ایران و عراق از اعضای ارتش جمهوری اسلامی ایران بود و در خلال اجرای عملیات خیبر نیز فرماندهی هوانیروز ارتش را برعهده داشت. وی در سال ۱۳۷۰ به سپاه پاسداران منتقل شد و در فاصله سالهای ۱۳۷۰ تا ۱۳۷۶ فرماندهی نیروی هوایی سپاه پاسداران انقلاب اسلامی را برعهده داشت. او از ۱۳۷۶ تا ۱۳۷۹ معاون لجستیک و تحقیقات صنعتی ستاد کل نیروهای مسلح بود.